# Homebrew Channel
O Homebrew Channel é um freeware carregador de aplicações para Wii que foi desenvolvido para prover uma maneira de rodar facilmente software não-oficial no console Wii. Uma vez instalado, este aparece como um canal padrão no Wii Menu. Quando iniciado, exibe uma lista de aplicações encontradas no cartão SD, e o usuário pode então controlar e escolher uma aplicação a ser rodada usando o Wii Remote ou o controle de Game Cube. Quando rodado pela primeira vez a partir do Wii Menu, o Homebrew Channel buscará por updates e baixará-os automaticamente se o usuário assim quiser.
O Wii System Menu 4.2 tenta deletar um Homebrew Channel instalado. Isto foi resolvido por simplesmente alterar o ID do canal na versão mais recente.

## Garantia
No momento, não está claro que efeito a instalação do Homebrew Channel tem na garantia. A Nintendo afirma que a instalação do Homebrew Channel anula a garantia de um Wii e que os utilizadores deixarão de ser protegidos pela garantia contra defeitos do console, corrupção do sistema de arquivos ou danos físicos.